# Timex

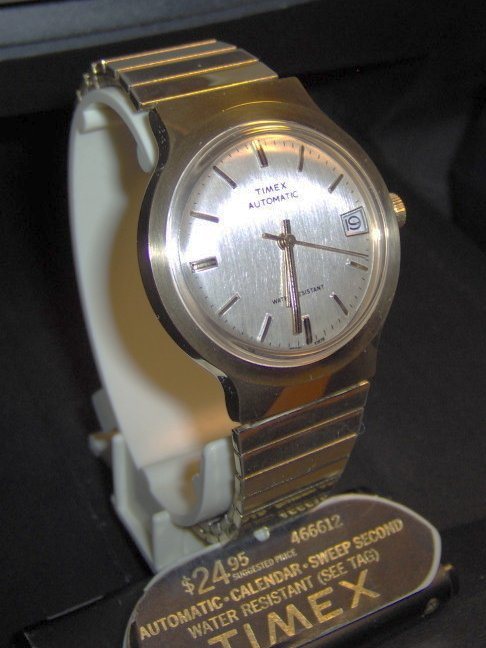
Jeden z mnoha výrobků

Timex Group USA, Inc. je výrobce hodinek se sídlem v Middlebury v americkém státě Connecticut. 
Mateřskou společností Timex Group USA je Timex Group BV, kterou vlastní Fred Olsen.
Timex vyrábí několik řad hodinek (např. Timex Ironman). Ve spolupráci s firmou Sinclair Research Ltd. vyráběla a dodávala pod značkou Timex Sinclair na americký trh počítače kompatibilní s počítači ZX81 a ZX Spectrum.